# Деніел Фрід
Деніел Фрід (англ. Daniel Fried, 1952, Вашингтон, округ Колумбія) — американський дипломат і державний діяч. Координатор Державного департаменту США з санкційної політики (2013-2017), помічник державного секретаря з європейських та євразійських справ (2004-2009), посол США в Польщі (1997-2000). З лютого 2017, після сорока років служби у Держдепартаменті, у відставці.

## Життєпис
У 1974 закінчив бакалаврат Корнелльського університету з відзнакою "magna cum laude".
У 1977 закінчив магістру в Школі міжнародних і громадських справ Колумбійського університету в 1977 році, вступив на дипломатичну службу США.
У 1977—1979 — співробітник економічного бюро Державного департаменту США.
У 1980—1981 — консул Генерального консульства США у Ленінграді;
У 1982—1985 — співробітник з політичних питань у посольстві США в Белграді;
У 1985—1987 — співробітник Управління у справах Радянського Союзу в Державному департаменті США;
У 1987—1989 — офіцер бюро у справах Польщі Державного департаменту США;
У 1990—1993 — політичний радник Посольства США у Варшаві;
У 1993—1997 служив в апараті Ради національної безпеки, спочатку як директор, а потім як спеціальний помічник президента і старший директор по Центральній і Східній Європі. У період своєї служби при адміністраціях першого президента Буша, президента Клінтона, президента Джорджа Буша та в перші місяці адміністрації Обами посол Фрід брав активну участь у розробці і здійсненні політики США для просування свободи і безпеки в Центральній і Східній Європі, розширення НАТО, і розвитку відносин Росія — НАТО.
З травня 2000 по січень 2001 був головним заступником спеціального радника держсекретаря США з питань нових незалежних держав;
З листопада 1997 по травень 2000 — Надзвичайний і Повноважний Посол США в Польщі;
З січня 2001 по травень 2005 — головний директор у справах Європи та Євразії в Раді національної безпеки.
З 5 травня 2005 до 15 травня 2009 — помічник держсекретаря США у справах Європи і Євразії і спеціальний помічник директора президента.
З 15 травня 2009 — спеціальний посланник по закриттю бази в Гуантанамо.
З листопада 2011 року — Секретаря спеціальний радник з Кемп Ашраф (Ірак).
З 28 січня 2013 року — вступив на посаду координатора Державного департаменту США з санкційної політики.

## Слова про Україну
"Я думаю, що цілком можливо Україні через 25 років стати повністю європейською країною. Можливо, не в складі Европейского союзу, але близькою до цього. Країною, яка в певній мірі успішна, суверенна, вільна. З Кримом чи без - я не знаю. Однак, український народ зможе бачити майбутнє для себе."

## Цікаві факти
14 листопада 2017 очолив у Конгресі США відкриту панельну дискусію на тему: «Кремлівська доповідь. Як визначити кремлівську правлячу еліту і її агентів». На ній мова йшла про виконання Закону США про протидію агресії з боку Росії, Ірану та Північної Кореї. А саме про розділ 241-й, який передбачає встановлення «путінського кола» та заморозка виведених з Росії злочинним шляхом та прихованих на Заході російських грошей у розмірі близько трильйона доларів США.

## Російські припущення
Російський «політтехнолог» Станіслав Бєлковський в інтерв'ю на телеканалі 112 Україна 24.10.2017 заявив про те, що Деніел Фрід є автором програми американських санкцій проти найближчого оточення російського президента Володимира Путіна.